# Heart of the Beholder
Pour plus de détails, voir Fiche technique et Distribution.
Heart of the Beholder est un film dramatique américain sorti en 2005, écrit et réalisé par Ken Tipton (en).

## Synopsis
Heart of the Beholder est l'histoire, basée sur des faits réels, d'un couple et de leur petite fille, propriétaire d'un magasin de cassettes vidéo qui sont persécutés par un groupe religieux.

## Fiche technique
- Titre : Heart of the Beholder
- Réalisation : Ken Tipton (en)
- Scénario : Ken Tipton (en)
- Musique : Peter Rafelson
- Production : Beholder Productions
- Pays d'origine :  États-Unis
- Genre : Thriller dramatique
- Durée : 106 minutes
- Date de sortie : 30 septembre 2005

## Distribution
- Matt Letscher : Mike Howard
- Sarah Joy Brown : Diane Howard
- John Dye : Eric Manion
- John Prosky : Rev. Matthew Brewer
- Anne Ramsay : Reeba Hollings
- Michael Dorn : Lt. Neal Larson
- Jason Wiles : Don Deetz
- Greg Germann : Bob Harris
- Arden Myrin : Patty Simpkins
- Silas Weir Mitchell : Lester Harris
- Chloë Grace Moretz : Molly Howard
- Tony Todd : Chuck Berry
- Priscilla Barnes : Miss Olivia